# امامزاده محمد (گرمسار)
امامزاه محمد مربوط به سدهٔ ۸ و ۹ ه.ق است و در شهرستان گرمسار، بخش ایوانکی، دهستان ایوانکی، مرکز روستای چنداب واقع شده و این اثر در تاریخ ۲۶ اسفند ۱۳۸۷ با شمارهٔ ثبت ۲۶۰۴۸ به‌عنوان یکی از آثار ملی ایران به ثبت رسیده است.